# Manoir de Kermartin
Le manoir de Kermartin est un édifice situé à Guidel, en France.

## Situation
Le manoir est situé sur le territoire de la commune de Guidel, au lieu-dit Kermartin, dans le département du Morbihan, en région Bretagne.

## Description
Le manoir date du XVe et XVIe siècles, plan allongé, de structure classique à salle et cuisine en rez-de-chaussée (éclairée par une fenêtre à coussiège) doublées d'un cellier en profondeur, de trois chambres hautes auxquelles on accède par un escalier à vis logé dans une tour rectangulaire postérieure couverte d'un toit en bâtière. La plus ancienne partie du manoir, à l'est possède un pigeonnier de treize trous de boulins en façade. Une niche à chien en pierre de taille est adossée au mur sud, côté cuisine. Édifice à un étage carré, construit en moellons de granite. Toiture  à longs pans recouverte d'ardoises, pignon découvert

## Histoire
Le manoir est signalé dans les réformations de la noblesse en 1513. Il est construit en deux étapes : le premier logis de plan massé superposant salle et chambre édifié dans les années 1470, connaît un développement à l'ouest au début du XVIe siècle qui vient prolonger le manoir initial. L'ancienne salle devient alors cuisine et l'on construit une nouvelle salle plus spacieuse. Les pierres d'attente à l'angle sud-ouest indique un projet plus ambitieux, non réalisé. Un acte notarié de 1742 indique l'existence d'une chapelle dédiée à saint Louis, d'un moulin à vent et d'une maison à four, tous trois disparus et d'une métairie noble à Kermené. Quelques modifications ont été apportées en façade aux XVIIIe et XIXe siècles avec le percement de trois fenêtres au rez-de-chaussée et à l'étage. Le puits daté 1868 sur sa superstructure, pourrait être celui mentionné dans l'acte de 1742, margelle et base étant plus anciennes. La grange-cellier-remise, date pour l'essentiel du XIXe siècle, mais elle reprend une partie des murs des anciens communs du manoir, rallongés au  XVIIIe siècle.
Le manoir est inscrit à l'inventaire général du patrimoine culturel.